# Reiichi Mikata
Reiichi Mikata –en japonés, 三ヶ田礼一, Mikata Reiichi– (Ashiro, 14 de enero de 1967) es un deportista japonés que compitió en esquí en la modalidad de combinada nórdica. 
Participó en los Juegos Olímpicos de Albertville 1992, obteniendo  una medalla de oro en la prueba por equipo (junto con Takanori Kono y Kenji Ogiwara). Ganó una medalla de bronce en el Campeonato Mundial de Esquí Nórdico de 1991, en la misma prueba.

## Palmarés internacional
| Juegos Olímpicos   | Juegos Olímpicos       | Juegos Olímpicos  | Juegos Olímpicos          |
| Año                | Lugar                  | Medalla           | Prueba                    |
| ------------------ | ---------------------- | ----------------- | ------------------------- |
| 1992               | Albertville (Francia)  | Medalla de oro    | TN + 3 × 10 km por equipo |
| Campeonato Mundial |                        |                   |                           |
| Año                | Lugar                  | Medalla           | Prueba                    |
| 1991               | Val di Fiemme (Italia) | Medalla de bronce | TN + 3 × 10 km por equipo |